# Asociación Internacional de Seguros de Fianza y Crédito
La Asociación Internacional de Seguros de Fianza y Crédito (ICISA por sus siglas en inglés) es una asociación comercial internacional que representa empresas privadas de los rubros de seguro de crédito, reaseguro y fianzas. La organización fue un gestor del mercado mundial de seguros de crédito, esencial para la expansión del comercio internacional después de la Segunda Guerra Mundial. ICISA publica informes y organiza eventos que brindan información y análisis sobre el estado de la industria del seguro de crédito y su papel en la economía global.

## Historia
Ocho empresas fundaron en 1928 la Asociación Internacional de Seguro de Crédito (ICIA por su siglo en inglés), en seguimiento a la primera conferencia internacional sobre comercio y seguro de crédito, celebrada en Londres en 1926.   Cinco de los miembros fundadores (Cobac de Bélgica, Hermes de Alemania, SFAC de Francia, SIAC de Italia y Trade Indemnity del Reino Unido ) terminaron siendo absorbidos en Allianz Trade. Otro socio fundador fue Eidgenössische (ahora Winterthur) de Suiza. Por último, Crédito y Caución de España y Nederlandsche Credietverzekering Maatschappij (NCM) de Países Bajos, ambos ahora Atradius, completaron el grupo.
Después de la Segunda Guerra Mundial, el comercio internacional creció rápidamente y el financiamiento se convirtió en una herramienta importante para la promoción de las exportaciones. Países sintieron la necesidad de organizar el emergente mercado internacional para seguros de crédito. La ICIA cumplió esta función para las empresas privadas del rubro y el número de socios aumentó continuamente. En la década de 1950, la asociación se abrió a las empresas que ofrecen fianzas y cambió su nombre a ICISA.  En el año 2000, la organización aceptó empresas de reaseguros como socios. 

## Organización
ICISA tiene su sede en Ámsterdam. La asociación es una plataforma para la interacción entre socios y promueve la colaboración entre empresas del rubro y agentes externos como entes reguladores y hacedores de políticas, bancos, académicos y asociaciones relacionadas. ICISA participa en la Iniciativa de Estándares Digitales liderada por la Cámara de Comercio Internacional y es miembro del Grupo de Expertos sobre la Mejora de la Coordinación de las Herramientas Financieras Externas de la Comisión Europea.  

## Publicaciones
ICISA publica libros e informes que proporcionan estadísticas y análisis de la industria del seguro de crédito y su papel en la economía global.  Para algunas publicaciones, ICISA colabora con la Unión de Berna, una organización hermana de agencias de crédito a la exportación.  
- ICISA (2007), Catálogo de términos de seguro de crédito
- ICISA (2015), Guía para el seguro de crédito comercial.

## Socios
En 2024, la organización contaba con 58 socios.  En 2023, las empresas en conjunto proporcionaron protección contra riesgos por un valor de 16.300 millones de euros.
La siguiente lista es de socios de ICISA de países hispanoparlantes o con una página en Wikipedia en español.   
| - Afianzadora Latinoamericana - American International Group - Allianz Trade - Aserta - Atradius | - Aviva plc - AXA - BTG Pactual - Cesce - Coface | - Fianzas y Cauciones Atlas - Green Star BNP Paribas - Hannover Rück - Liberty Mutual - Münchener Rück - Ping An Insurance | - QBE Insurance - Scor - Sofimex - Swiss Re - The Travelers Companies - Zurich Insurance Group |